# Ana Vanessa Herrero
Ana Vanessa Herrero é uma fotógrafa e jornalista venezuelana. É corresponsal de The Washington Post.

## Biografia
Em 2015, sendo corresponsal de NTN24, entrevistou ao ministro de Alimentação Yván Bello sobre o desabastecimiento em Venezuela, denunciando depois ter recebido ameaças depois de ter publicado um video de sua resposta ante dita pergunta.
Ferreiro é corresponsal de The Washington Post em Caracas. Revelou o escândalo de casos de abuso sexual da Igreja católica em Venezuela em cinco estados de Venezuela e denúncias em ao menos onze destes. Esta reportagem atingiu grande repercussão, com exigências de diferentes ONG à Conferência Episcopal para investigações das denúncias. Fez também uma reportagem sobre as misteriosas mortes de tortugas em Venezuela.